# World of Warcraft: Mists of Pandaria
"World of Warcraft: Mists of Pandaria" este al patrulea expansion pack pentru popularul MMORPG World of Warcraft, dezvoltat de Blizzard Entertainment. Lansat pe 25 septembrie 2012, acest expansion introduce o nouă rasă jucabilă, o nouă clasă, și o serie de schimbări și îmbunătățiri în gameplay-ul existent.

## Context și Dezvoltare
Dezvoltarea pentru "Mists of Pandaria" a început după lansarea precedentului expansion, "Cataclysm". Cu acest expansion, Blizzard a dorit să exploreze un teritoriu și o tematică mai puțin întunecate, oferind jucătorilor o pauză de la războaiele și catastrofele care au definit expansion-urile anterioare.
Pandaria este un continent inspirat din cultura și estetica asiatică, cu peisaje luxuriante, temple antice și un stil artistic distinct. Tema centrală a expansion-ului este descoperirea și explorarea, pe măsură ce jucătorii investighează misterele acestui nou teritoriu.

## Caracteristici Cheie

### Noua Rasă: Pandaren
Pandarenii sunt o rasă jucabilă introdusă în "Mists of Pandaria". Aceste creaturi antropomorfe, asemănătoare urșilor panda, au fost inițial prezentate ca o glumă de 1 aprilie de către Blizzard, dar au devenit foarte populare în rândul fanilor. Pandarenii pot alege să se alăture fie Alianței, fie Hoardei, după ce ajung la nivelul 10, o premieră pentru joc.

### Noua Clasă: Monk
Monk este o clasă nouă introdusă în acest expansion, disponibilă pentru majoritatea raselor jucabile. Monk-ii pot îndeplini toate cele trei roluri principale din joc: damage dealer (DPS), tank și healer. Această clasă se bazează pe atacuri melee rapide și abilități bazate pe energie și chi, oferind un stil de joc fluid și dinamic.

### Noul Continent: Pandaria
Pandaria este un continent complet nou, cu șapte zone majore: The Jade Forest, Valley of the Four Winds, Kun-Lai Summit, Townlong Steppes, Dread Wastes, Vale of Eternal Blossoms, și Isle of Thunder. Fiecare zonă are propriile sale quest-uri, dungeons și raid-uri, toate fiind integrate într-o poveste complexă și captivantă.

### Sistemul de Talent și Glyph-uri Revizuit
"Mists of Pandaria" a introdus un sistem de talente complet revizuit, simplificând structura și oferind jucătorilor mai multe opțiuni de personalizare a personajelor. Sistemul de glyph-uri a fost, de asemenea, actualizat, permițând mai multă flexibilitate și creativitate în configurarea abilităților personajului.

### Pet Battles
Un alt element nou introdus în acest expansion este sistemul de Pet Battles, care permite jucătorilor să colecționeze și să antreneze pets pentru a se lupta în dueluri asemănătoare cu cele din jocurile Pokémon. Acest sistem adaugă o nouă dimensiune de gameplay și colecționare, fiind foarte popular printre jucători.

## Povestea
Povestea din "Mists of Pandaria" începe după distrugerea Cataclysm-ului, când flotele Alianței și Hoardei naufragiază pe tărâmurile necunoscute ale Pandariei. Cele două facțiuni reînnoiesc ostilitățile pe acest nou teritoriu, în timp ce investighează secretele și istoria Pandariei.
O temă centrală a poveștii este "Sha", o forță malefică generată de emoțiile negative, care corupe peisajul și locuitorii Pandariei. Jucătorii trebuie să facă față acestor entități malefice și să protejeze Pandaria de distrugerea totală.

## Raid-uri și Dungeons
"Mists of Pandaria" a adăugat mai multe raid-uri și dungeons noi, fiecare cu propriile lor povești și provocări unice. Printre cele mai notabile raid-uri se numără Mogu'shan Vaults, Heart of Fear, și Terrace of Endless Spring. Fiecare raid aduce provocări noi și loot-uri valoroase, menținând jucătorii angajați și motivați să își îmbunătățească echipamentul.

## Impact și Recepție
La lansare, "Mists of Pandaria" a primit recenzii pozitive, fiind apreciat pentru inovațiile aduse și pentru design-ul său artistic. Deși unii jucători au fost sceptici cu privire la tema mai "luminată" și la introducerea Pandarenilor, expansion-ul a reușit să atragă și să mențină o bază largă de jucători.
Expansiunea a fost, de asemenea, un succes comercial, vânzând milioane de exemplare în primele săptămâni de la lansare.

## Moștenire
"World of Warcraft: Mists of Pandaria" este un expansion remarcabil care a adus o schimbare de ton binevenită și numeroase inovații în universul World of Warcraft. Cu o poveste captivantă, noi mecanici de joc și o estetică unică, Mists of Pandaria a reușit să îmbogățească și să extindă considerabil experiența de joc pentru milioane de jucători din întreaga lume.

## Legături externe
- World of Warcraft - mituri si legende
- Site web oficial (SUA)
- Site web oficial (Europa)
- World of Warcraft: Mists of Pandaria la Internet Movie Database